# 268
| 268                |
| ------------------ |
| Dødsfald - Fødsler |
|                    |

| Gregoriansk kalender | 268 CCLXVIII            |
| Ab urbe condita      | 1021                    |
| Armensk kalender     | I/T                     |
| Kinesiske kalender   | 2964 – 2965 丁亥 – 戊子 |
| Etiopisk kalender    | 260 – 261               |
| Jødisk kalender      | 4028 – 4029             |
| Hindukalendere       |                         |
| - Vikram Samvat      | 323 – 324               |
| - Shaka Samvat       | 190 – 191               |
| - Kali Yuga          | 3369 – 3370             |
| Iransk kalender      | 354 BP – 353 BP         |
| Islamisk kalender    | 365 BH – 364 BH         |

Se også 268 (tal)